# Christian Zock
Guy Christian Zock à Bep (Yaundé, Camerún, 6 de mayo de 1994) es un futbolista camerunés. Juega como centrocampista en el F. C. Sion de la Superliga de Suiza.

## Selección nacional
Estuvo incluido en la lista de 30 jugadores preseleccionados para representar a Camerún en la Copa del Mundo de 2014, que se llevó a cabo en Brasil. Finalmente, no formó parte de la lista final de 23 jugadores. Hizo su debut internacional el 25 de marzo de 2015 en un amistoso contra Indonesia.

## Clubes
| Club                | País                | Año       | Partidos | Goles | Media |
| ------------------- | ------------------- | --------- | -------- | ----- | ----- |
| AS Fortuna          | Camerún             | 2011-2013 | 40       | 17    | 0,42  |
| Cosmos de Bafia     | Camerún             | 2013-2016 | 68       | 11    | 0,16  |
| FC Schaffhausen     | Suiza               | 2016-2017 | 29       | 0     | 0     |
| F. C. Sion          | Suiza               | 2017-     | 68       | 1     | 0,02  |
| Total en su carrera | Total en su carrera | 2011-     | 204      | 29    | 0,19  |